# Корстин, Илона Кальювна
Ило́на Ка́льювна Ко́рстин (род. 30 мая 1980, Ленинград) — российская баскетболистка, атакующий защитник/лёгкий форвард. Двукратный призёр Олимпийских игр, двукратный призёр чемпионатов мира, трёхкратная чемпионка Европы в составе сборной России. Заслуженный мастер спорта России. Трёхкратный чемпион Евролиги в составе трех разных клубов.

## Биография
Родилась 30 мая 1980 года в Ленинграде. Первоначально её назвали Юлией, но через несколько месяцев по требованию её бабушки по отцовской линии родители дали ей имя Илона.
В детстве занималась плаванием, бегом и спортивной гимнастикой, а также выступала на соревнованиях по легкой атлетике, играла в теннис. Баскетболом Илона начала заниматься в 86-й школе Петроградского района. Потом она продолжила баскетбольное образование под руководством Киры Тржескал. Вместе с Илоной Корстин занимались Светлана Абросимова, Мария Степанова и другие известные российские баскетболистки. Первым профессиональным клубом Илоны был «Форс-Мажор» Санкт-Петербург.
В семнадцать лет уехала во Францию, так как её мать вышла замуж во второй раз, вследствие чего ей автоматически дали французское гражданство. Там она начала учиться и выступать за «Бурж», с которым выигрывала чемпионат Франции и Евролигу. Однако, Корстин она так и не дождалась вызова в сборную Франции и в 2000 году  решила, что будет играть за сборную России.
В 2001 году Корстин была выбрана во втором раунде драфта WNBA под 29 номером в «Финикс Меркури», там она играла вместе с Марией Степановой. После «Буржа» Корстин могла продолжить свою карьеру в Италии, но тренер Вадим Капранов убедил её перейти в ВБМ-СГАУ Самара.
В конце ноября 2008 года ЦСКА вследствие кризиса был готов сняться со всех соревнований. Илоне Корстин поступали предложения о переходе в другой клуб. Но нашлись новые спонсоры, которые стали финансировать клуб.
Корстин была капитаном сборной России на чемпионате Европы 2009. В финале Россия проиграла Франции. После окончания чемпионата Европы Корстин заявила, что переживает за будущее российского женского баскетбола из-за доминирования легионеров в первенстве России и опасается, что через некоторое время сборная России не будет завоевывать медали.
Одной из причин, по которым Корстин перешла в «Спарта&К» Видное по окончании сезона 2009/10, является то, что перед подмосковной командой ставились самые высокие цели и задачи. В августе 2009 года  принимала участие в записи передачи «Большие гонки».
Корстин объяснила, что не играет в WNBA, так как игры в Америке мешают подготовке сборной России к соревнованиям.
После финального матча чемпионата Европы 2011 объявила, что подписала контракт с турецким «Бешикташем». Из-за финансовых проблем в клубе в начале февраля 2012 года подписала контракт до конца сезона с испанской «Авенидой».
23 августа 2012 года стало известно, что Корстин и «Динамо» (Москва) заключили контракт на один сезон. 16 июля 2013 года объявила о завершении профессиональной карьеры.
С 2013 по 2016 год — заместитель генерального директора Единой лиги ВТБ. С июля 2016 года — генеральный директор Единой лиги ВТБ.
В 2019 году основала в Москве детско-юношескую баскетбольную академию.
Работала телекомментатором на спортивных каналах ВГТРК совместно с Романом Скворцовым.

## Личная жизнь
Мать — гражданка Франции. Отец Калью Корстин — тренер по физической подготовке. По состоянию на 2020 год работал с игроками футбольного клуба «Тамбов».
Илона Корстин окончила школу в Санкт-Петербурге. Во Франции училась менеджменту в колледже. Обучалась менеджменту в Самарском государственном аэрокосмическом университете. Корстин признала, что как баскетболистку её сформировала Кира Тржескал и Вадим Капранов, а как человека — самостоятельная жизнь во Франции с 17 лет. Также во Франции она познакомилась с молодым человеком, который приехал вместе с ней в Россию.
В 2017 году вышла замуж за Владимира Потапова.
В 2018 году родила дочь Викторию, а в 2022 году сына Виктора.

## Достижения
- Обладатель Кубка Испании 2012
- Бронзовый призёр Олимпийских игр 2004 и 2008 года
- Серебряный призёр чемпионатов мира: 2002, 2006
- Чемпионка Европы: 2003, 2007, 2011
- Серебряный призёр чемпионатов Европы: 2001, 2005, 2009
- Чемпион Евролиги: 2001, 2005, 2010
- Обладатель Суперкубка Европы: 2009 (MVP матча), 2010
- Победитель Мировой лиги: 2004, 2005, 2007
- Обладатель Мирового кубка: 2003
- Обладатель Кубка Европы: 2013
- Чемпион Франции: 1999, 2000
- Чемпион России: 2004, 2005, 2006
- Серебряный призёр чемпионата России: 2007, 2008, 2010, 2011
- Бронзовый призёр чемпионата России: 2009
- Обладатель Кубка России: 2004, 2006, 2007, 2008
- Обладательница «Золотой корзины» как лучший российский игрок в Российской женской Суперлиги: 2004
- Лицо женского баскетбола мира: 2006
- MVP: Кубка России: 2007, 2008[28][29][30]
- MVP: Мировой лиги: 2007[31]
- MVP: Суперкубка Европы: 2009[32]

## Награды
- Медаль ордена «За заслуги перед Отечеством» I степени (2 августа 2009 года) — за большой вклад в развитие физической культуры и спорта, высокие спортивные достижения на Играх XXIX Олимпиады 2008 года в Пекине[33]
- Заслуженный мастер спорта России